# USS LST-619
O USS LST-619 foi um navio de guerra norte-americano da classe LST que operou durante a Segunda Guerra Mundial.